# Paulo Roberto Sobrinho
Paulo Roberto Teles de Goes Sobrinho (Salvador, Brasil, 24 de agosto de 1983), futbolista brasilero. Juega de volante y su actual equipo es el Olympiakos Nicosia FC  de Chipre.

## Clubes
| Club                  | País     | Año       |
| --------------------- | -------- | --------- |
| EC Bahia              | Brasil   | 2006-2007 |
| Vitória Setúbal       | Portugal | 2007-2008 |
| CD Trofense           | Portugal | 2008-2010 |
| Olympiakos Nicosia FC | Chipre   | 2010-     |

- Datos: Q6067545